# Бузини, Антонио
Анто́нио Бузи́ни (итал. Antonio Busini; 5 июля 1904, Падуя, Италия — 20 августа 1975, Риччоне, Римини, Италия) — итальянский футболист, тренер и футбольный функционер. Долгие годы был техническим и спортивным директором клуба «Милан», фактически занимая должность второго главного тренера клуба, также был президентом и вице-президентом команды.

## Карьера
Антонио Бузини начал карьеру в клубе «Падова» в возрасте 15-ти лет, затем выступал за «Болонью», с которой выиграл чемпионат Италии, потом выступал за «Фиорентину», вновь за «Падову», а завершил карьеру в клубе «Сампьердаренезе». 28 апреля 1929 года Бузини сыграл свой единственный матч за сборную Италии против Германии, который завершился поражением итальянцев 1:2. Всего в первенстве Италии Бузини отыграл 17 сезонов, проведя 372 матча, в которых забил 112 голов.
После окончания карьеры игрока, Бузини пришёл в клуб «Милан», сыграв 29 августа 1937 года один товарищеский матч против «Интернационале» (поражение «Милана» 1:2), а затем в 1940 году занял должность технического директора, что в те годы означало должность сотренера, которую он делил с официальными главными тренерами клуба, всего под руководством Бузини «Милан» провёл 193 матча, выиграв чемпионат Италии и Латинский кубок. Также Бузини занимал должность спортивного директора, исполняющего обязанности президента клуба с июля 1944 года по апрель 1945 года и вице-президента клуба в сезонах 1954/55 и 1956/57. Помимо «Милана» в 1951 году Бузини, вместе с Пьеркарло Беретта и Джампьеро Бониперти входит в техническую комиссию, которая управляла сборной Италией на протяжении 5 матчей.

## Достижения

### Как игрок
- Чемпион Италии: 1929

### Как тренер
- Чемпион Италии: 1951
- Обладатель латинского кубка: 1951